# Mitjaevia aurantiaca
Mitjaevia aurantiaca är en insektsart som först beskrevs av Mitjaev 1969.  Mitjaevia aurantiaca ingår i släktet Mitjaevia och familjen dvärgstritar. Inga underarter finns listade i Catalogue of Life.